# Niphargus balazuci
Niphargus balazuci is een vlokreeftensoort uit de familie van de Niphargidae. De wetenschappelijke naam van de soort is voor het eerst geldig gepubliceerd in 1951 door Schellenberg.